# A Sereia Encalhada

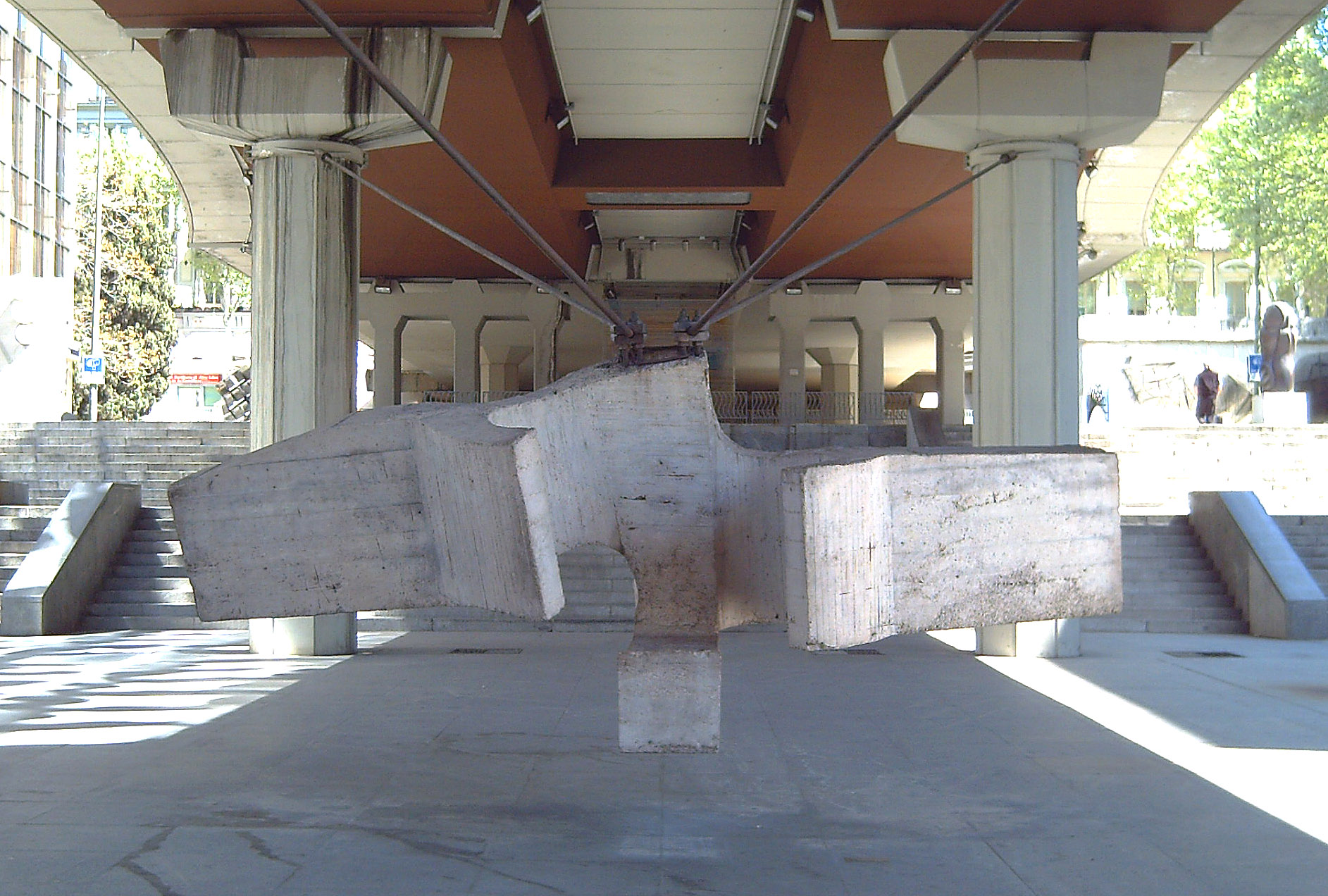
"La Sirena Varada" de Eduardo Chillida.

A Sereia Encalhada ou La Sirena Varada (em espanhol) é uma escultura de Eduardo Chillida, que se encontra no Museu Arte Público (Museo Arte Público) do Paseo de la Castellana, em Madrid, Espanha.
A obra era chamada originalmente de "Lugar de Encontros III" (Lugar de Encuentros III) mas foi definitivamente nomeada como a obra teatral de Alejandro Casona. Foi a primeira obra de concreto armado feita por Chillida e, como outras obras suas posteriores, podem ser observadas as marcas da cofragem. Na obra, Chillida "brinca" com a lei da gravidade e esta é a origem do nome atual, mas também acredita-se o nome seja por causa do tempo que a obra esteve esperando sua instalação definitiva, período durante a qual esteve na Fundação Maeght de Paris e na Fundação Miró de Barcelona.
Trata-se de uma obra que surpreende por suas dimensões (pesa cerca de 6.000 kg), suspensa debaixo de uma ponte por quatro grossos cabos de aço.